# Trine May
Trine May (født i 1964) er en dansk lærebogsforfatter og kursusinstruktør.
Hun er medforfatter på Fandango-serien og har modtaget Gyldendals Undervisningsmiddelpris (2005) og Skolebibliotekarernes Børnebogspris (2006).